# En la boira
En la boira (V mlhách) és un cicle per a piano del compositor txec Leoš Janáček, l'últim dels seus treballs més importants per a l'instrument. Les peces van ser estrenades el 7 de desembre de 1913 per Marie Dvořáková, en un concert organitzat per la societat coral moraviana de Kroměříž.
Va ser compost el 1912, data en la qual Janáček va patir la mort de la seva filla Olga i les seves òperes encara eren rebutjades als teatres d'òpera de Praga. Les quatre parts del cicle estan escrits en tonalitats "nebuloses", amb cinc o sis bemolls. Una altra característica del cicle és el constant canvi de temps. L'atmosfera del cicle se sol caracteritzar com a impressionista, amb influència de Claude Debussy.

## Enregistraments
- Janáček: Piano Sonata 1.X.1905 • In the Mists etc. (Leif Ove Andsnes) CD 2000 EMI Records Ltd 7243 5 61839 2 6
- Leos Janácek: A Recollection. (András Schiff) CD 2001 Ecm Records B000059X1W
- Janáček: Complete Piano Works. (Jan Jiraský) CD ArcoDiva 2004. UP 0071-2132
- Janáček: Piano Works. (Josef Páleníček) CD Supraphon 2005. EL SEU 3812-2
- Janácek: Piano Works.(Håkon Austbø) CD Brilliant Classics B0009IW8RG
- In The Mists. (Ivana Gavrić) CD 2010 Champs Hill Records CHRCD009